# Silvia Costa (Regisseurin)
Silvia Costa (geboren 1984 in Treviso, Region Venetien) ist eine italienische Regisseurin, Performerin, Autorin und Bühnenbildnerin. 

## Leben
Silvia Costa wuchs in Treviso auf und studierte Bildende Kunst und Theater an der Università Iuav di Venezia, wo sie 2006 ihren Abschluss machte. Während ihres Studiums entwickelte sie früh ein Interesse an der Verbindung von visueller Kunst und Theater, was ihr späteres künstlerisches Schaffen maßgeblich prägen sollte.
Von 2006 bis 2019 war Costa künstlerische Mitarbeiterin und Schauspielerin bei den meisten Theater- und Opernproduktionen von Romeo Castellucci. Diese langjährige Zusammenarbeit prägte ihren interdisziplinären Ansatz und ihre Offenheit für das Zusammenspiel von Text, Musik, Bild und Bewegung.
Ihre eigene künstlerische Karriere begann Costa mit Performances und Installationen, die auf internationalen Festivals gezeigt wurden. Zu ihren frühen Werken zählen „La quiescenza del seme“ (2007), „Musica da Camera“ (2008) und „A sangue freddo“ (2015). Ihr erstes Stück „Figure“ wurde 2009 beim Uovo Festival in Mailand präsentiert und mit dem ETI-Preis für neue Kreation ausgezeichnet.
In den folgenden Jahren wurde Costa zu einer international gefragten Regisseurin, die an verschiedenen renommierten Theatern und Opernhäusern quer durch Europa Inszenierungen, darunter Theaterstücke, Videoinstallationen, Opern und weitere choreografisch-musikalische Arbeiten realisierte.
Costa war von 2017 bis 2019 assoziierte Künstlerin am Teatro dell’Arte in Mailand und am Le Quai – Centre Dramatique National in Angers (2019). Seit 2020 ist sie Teil des künstlerischen Ensembles der Comédie de Valence in Frankreich.

## Inszenierungen (Auswahl)
- 2016: „Poil de Carotte“ (Festival d’Automne à Paris)
- 2018: „Dans le pays d’hiver“ (Festival d’Automne à Paris)
- 2020: „Wry Smile Dry Sob“[10] (Vorarlberger Landestheater)
- 2021: „Juditha Triumphans“ (Staatsoper Stuttgart)
- 2022: „Julie“ von Philippe Boesmans (Opéra Nationale de Lorraine)
- 2022: „Like Flesh“ (Opéra de Lille)
- 2023: „Freitag aus Licht“ (Philharmonie de Paris)
- 2023: „Noye’s Fludde“ (Comédie de Valence und Opéra de Lyon)
- 2023: „L’Orfeo“[8][11][12][13] (Staatsoper Hannover)
- 2025: „Otello“ (Staatsoper Stuttgart)

## Auszeichnungen
Für ihr künstlerisches Wirken wurde Silvia Costa mehrfach ausgezeichnet, unter anderem 2022 mit dem französischen Orden „Chevalier des Arts et des Lettres“.